# Complot de Bielefeld
Le complot ou la conjuration de Bielefeld (en allemand die Bielefeldverschwörung) est un canular ou hoax monté de toutes pièces, remettant en cause l'existence même de la ville westphalienne de Bielefeld dans un but de démonstration irréfutable tournant en dérision la théorie du complot. Il est divulgué pour la première fois en 1994 dans le usenet, puis sur une page web, et reste un hoax culte dans la cyberculture germanophone, ayant profité de manière exemplaire de l'effet dit viral.

## Genèse

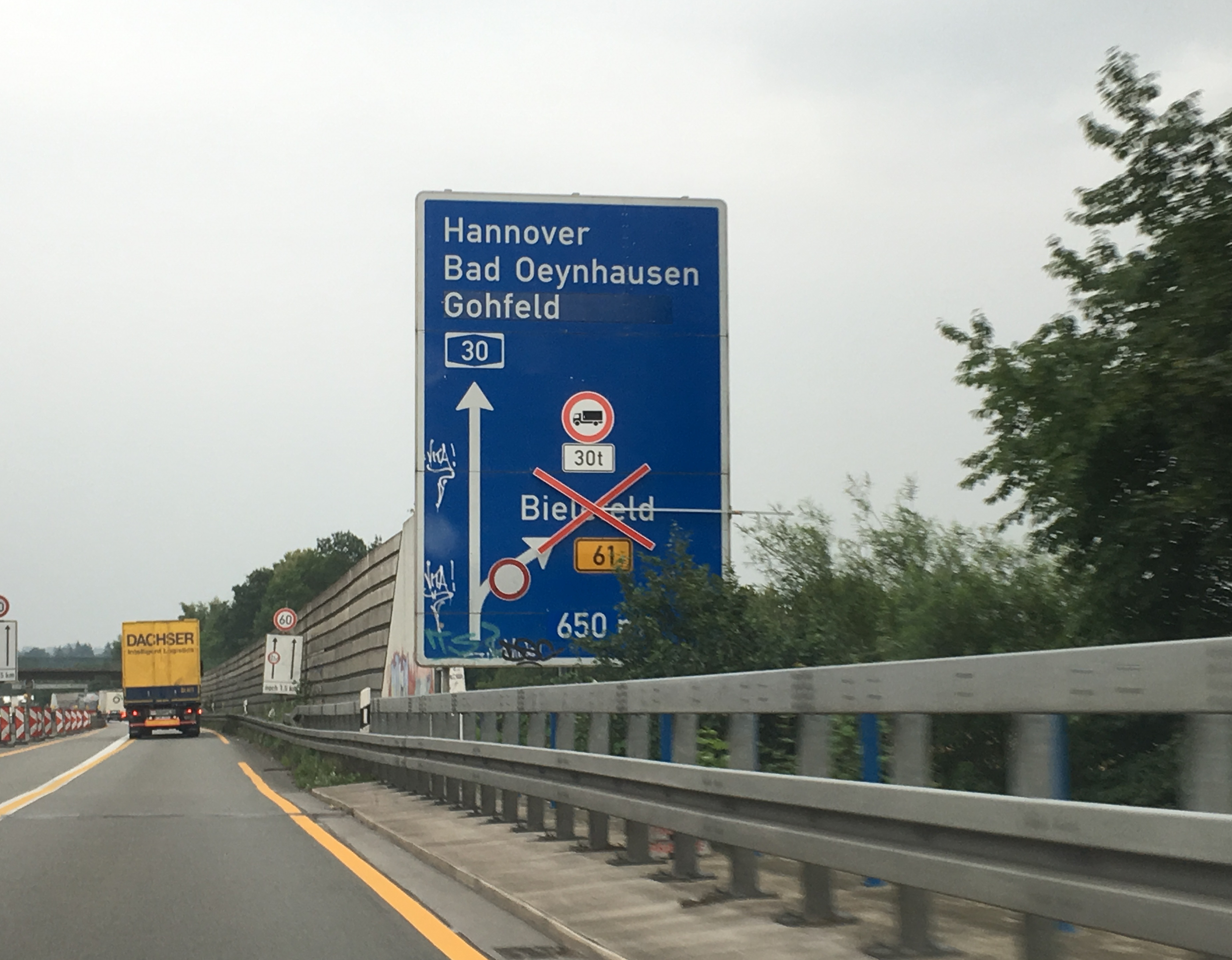
Panneau autoroutier où la sortie vers Bielefeld est barrée.

En 1993, durant une soirée entre étudiants à Kiel, une anecdote relative au comportement de l'un des invités fit rire longtemps tout un groupe d'amis également présents, dont l'étudiant en informatique Achim Held : en réponse à un étudiant insistant lourdement sur le fait qu'il était originaire de Bielefeld, l'un des invités soupire « Das gibt's doch nicht », ce qui signifie « Ça n'existe même pas ».
Or dès l'automne de la même année, sur le tronçon d'autoroute reliant Kiel à Essen, un important chantier imposa de bloquer toutes les sorties menant à Bielefeld. Le groupe d'amis dont fait partie Achim Held utilise ce réseau routier. L'anecdote de la soirée lui revenant en mémoire, Achim Held ne manque pas d'associer ce blocage total de l'accès de Bielefed par l'autoroute avec le soupir « Das gibt's doch nicht » (Ça n'existe pas). De fait, il trouve de plus en plus de « coïncidences » et par dérision présente la conspiration dans un groupe sur Usenet (de.talk.bizarre). En 1995 ou 1996, pour l'anniversaire de l'un de ses voisins de résidence universitaire justement originaire de Bielefeld, il l'expose en guise de plaisanterie sur une page web (bv.bytos.de) en appliquant scrupuleusement la théorie du complot.

## Contenu
Le complot ou la conjuration de Bielefeld met en doute l'existence de la ville de Bielefeld. Elle insinue que tout ce qui fait référence à cette ville fait partie d'une gigantesque conspiration visant à persuader le genre humain de l'existence d'une ville « nommée » Bielefeld. Les sympathisants à ce complot sont invités à ne faire référence à leurs auteurs qu'en les nommant à la troisième personne du pluriel : ils, ou encore eux, etc. Certains sont alors soupçonnés de faire partie de la CIA, du Mossad, d'être des extraterrestres sous la direction d'un certain Ashtar Sheran, qui auraient déguisé leur vaisseau spatial en université.

## Réception
Le complot de Bielefeld connut un franc succès dans la cyber communauté. 
Une autre version insinue que l'accès à la cité d'Atlantis se trouve à Bielefeld. Pour éviter d'attirer « leur » attention, il convient d'employer les termes de B*e*e*e*d, de B**l*f*ld, de Blfd, de Bielefake, ou encore le « B-Wort » (« mot en B »).
Le succès du complot de Bielefeld gagna toute la communauté germanophone. Des livres, des articles, des débats, toutes sortes de manifestations et œuvres lui furent consacrés et le sont encore en 2014. En 2004, pour les 10 ans du canular, ZDF, la 2e chaine de télévision allemande, consacre une interview à Achim Held,.
Se mettre à rire lors de nouvelles télévisées ou d'événements relatifs à Bielefeld fait partie du répertoire des comportements des adeptes du complot. En outre, dans le cercle des adeptes, il est de mise de soupçonner tous les véhicules immatriculés dans cette ville, c'est-à-dire portant la mention "BI", de porter de fausses plaques d'immatriculation.
En 2010 sort sur les écrans allemands un premier film sur le sujet, auquel Achim Held a activement contribué. D'autres ont suivi, ainsi que des allusions dans les journaux télévisés et autres médias, y compris des séries criminelles. 
La conjuration de Bielefeld a trouvé une éminente adepte en la chancelière fédérale Angela Merkel. En 2012, lors de l'attribution du prix social allemand pour ses débats avec les citoyens, elle fit allusion à l'un de ces débats mené à Bielefeld en ajoutant : « … si toutefois elle existe », ce qui fut salué par les rires et les applaudissements des invités de l'académie berlinoise des arts ; elle ajouta alors : « j'ai l'impression que je suis déjà allée là », et encore : « j'espère qu'ils me permettront d'y retourner ».
La ville de Bielefeld a quant à elle une position mitigée sur ce complot. D'un côté, du fait de la résonance dans les médias, le nombre croissant de demandes d'informations par courriels a généré un surcroît de travail non négligeable pour ses employés. En revanche, les responsables du marketing de la ville ont eu tôt fait de l'intégrer à leur concept. C'est ainsi qu'en 2014, les festivités du huitcentenaire de la ville ont été placées sous le slogan Das gibt's doch gar nicht - « Ça n'existe même pas ». En 2019, la ville offre un million d'euros à qui prouvera qu'elle n'existe pas, dans le cadre d'un plan de marketing pour les vingt-cinq ans de la théorie du complot.

## Théories du complot satiriques similaires
Des théories satiriques similaires à ce complot ont été faites sur l'État brésilien d'Acre, la ville française de Limoges[réf. nécessaire], la région italienne du Molise, les villes belges de Hasselt et d'Andenne[réf. nécessaire], l'État mexicain de Tlaxcala, la Finlande, l'Australie, les villes chiliennes de Rancagua et Combarbalá, la ville colombienne de Barrancabermeja, la province néerlandaise de Drenthe, le lac Balaton en Hongrie, la ville de Bras-Panon à la Réunion et les États américains de l'Ohio et du Wyoming. La dernière est née d'un épisode de Garfield and Friends diffusé pour la première fois en novembre 1989.